# ZDF-Fernsehgarten
Koordinaten: 49° 57′ 54,4″ N, 8° 12′ 26,6″ O

Ehemaliges Logo des ZDF-Fernsehgarten (2010–2013)

Der ZDF-Fernsehgarten ist eine Unterhaltungssendung des ZDF, die jeweils von Mai bis September am Sonntagmittag live vom Gelände des ZDF-Sendezentrums in Mainz-Lerchenberg ausgestrahlt wird. Jährlich werden etwa 20 Sendungen produziert.

## Geschichte
Der erste ZDF-Fernsehgarten wurde am 29. Juni 1986, auf dem Sendeplatz der Sendung ZDF-Matinee ausgestrahlt und von Ilona Christen präsentiert. Von 1993 bis 1999 war Ramona Leiß die Moderatorin, seit 2000 ist es mit einer kurzen Unterbrechung Andrea Kiewel.
Am 17. September 2006 wurde in der Sendung das 20-jährige Jubiläum gefeiert. 2007 veranstaltete der ZDF-Fernsehgarten in Zusammenarbeit mit der Zeitschrift Yam! erstmals einen Schülerbandwettbewerb, der in dieser Zeit fester Bestandteil der Sendung war. Ende des Jahres 2013 dehnte das ZDF die Sendung des Fernsehgartens auf Wunsch der Zuschauer auf das ganze Jahr aus.
Für die neuen ZDF-Fernsehgarten on Tour-Ausgaben wird jahreszeitlich der Vorspann inklusive der Farbstimmung entsprechend variiert. Für jedes Format gibt es nun eine eigene Farbkodierung: Frühling = Türkis, Sommer = Apfelgrün, Herbst = Orange und Winter = Blau. Seit Mai 2014 wird die Sendung für Blinde und Sehbehinderte mit einer Bildbeschreibung versehen.
Am 29. Juni 2014 wurde der ZDF-Fernsehgarten in das Guinness-Buch der Rekorde aufgenommen als am längsten laufende Live-Open-Air-Unterhaltungsshow. Bis dahin waren insgesamt 49.507 Minuten und 31 Sekunden live gesendet worden (Stand: 2014), das entspricht 34 Tagen am Stück. Bis zum Ende der Saison 2024 wurden insgesamt 1304 Stunden, 47 Minuten und 46 Sekunden live aus Mainz gesendet. Das entspricht 54,4 Tagen bzw. 78.288 Sendeminuten.
Um nicht parallel gegen Immer wieder sonntags senden zu müssen, geht der ZDF-Fernsehgarten seit dem 8. Mai 2016 erst um kurz vor 12:00 Uhr auf Sendung. Das ZDF reagierte damit auf die 30-minütige Verlängerung des Konkurrenzprogramms im Ersten.
Am 12. Juni 2022 feierte das ZDF die 600. Ausgabe der Unterhaltungsshow. In der Zählung des Senders enthalten waren alle bis zu diesem Zeitpunkt gesendeten 583 Hauptausgaben inkl. 17 moderierte Spezialausgaben (zwischen 2001 und 2015). Die Ableger und Best-of-Ausgaben waren darin nicht enthalten.
Für den 15. Juni 2025 war ursprünglich die Ausgabe unter dem Motto Kiwis 25. Jubiläum geplant. Andrea Kiewel fiel in dieser Ausgabe als Moderatorin aus. Wegen des Israelisch-iranischen Krieges blieb der israelische Luftraum für den zivilen Flugverkehr gesperrt. Für Kiewel, die in Tel Aviv lebt, war damit eine rechtzeitige Anreise unmöglich. Geplant waren für diesen Tag unter anderem Lutz van der Horst als Gast und Joachim Llambi als Co-Moderator, die gemeinsam die Moderation der Sendung übernahmen.

## Moderation

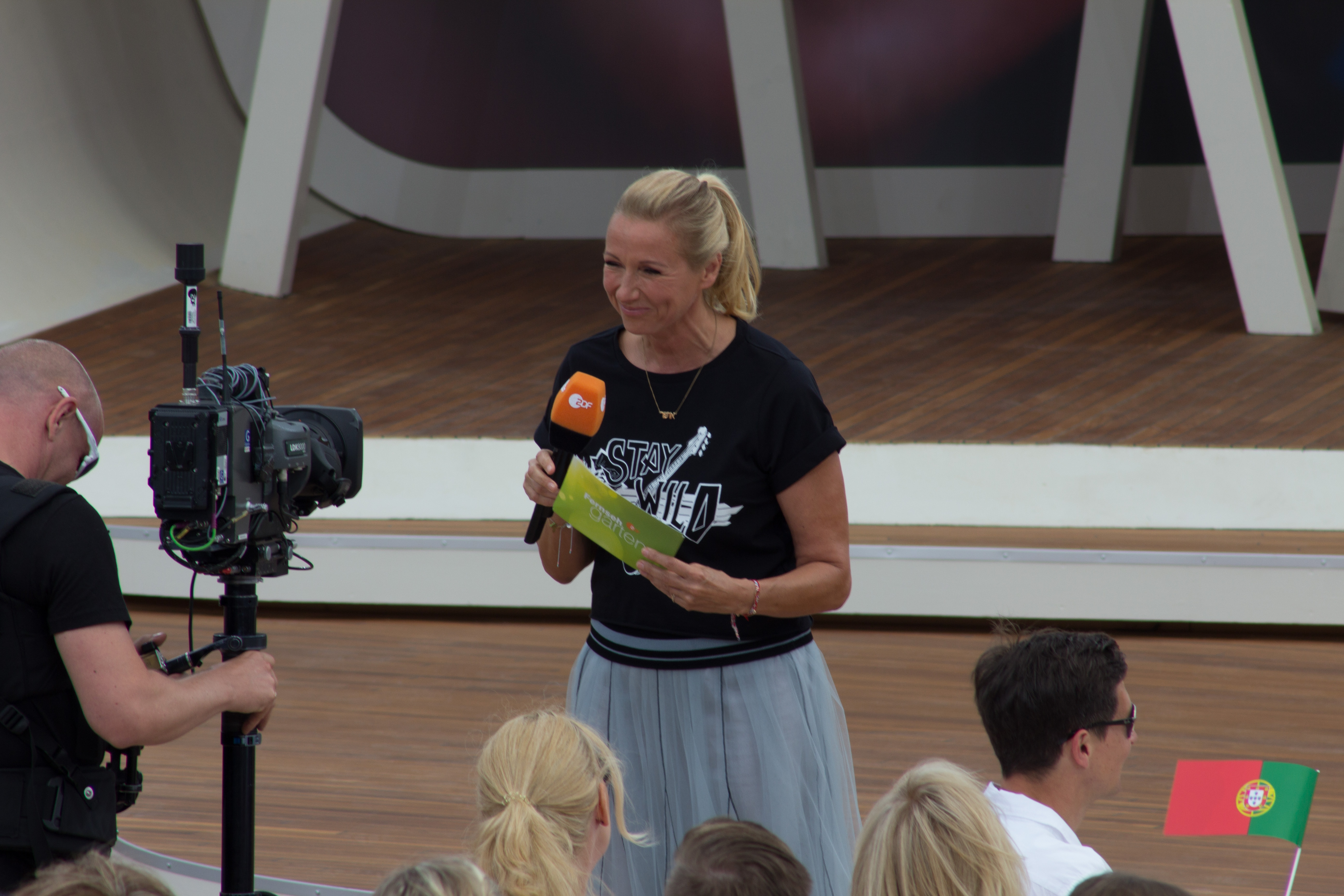
Moderatorin Andrea Kiewel im ZDF-Fernsehgarten (2018)

### Hauptausgabe
| Aktuelle Moderatoren   | Jahr(e)              | Anzahl Sendungen (nur Hauptausgabe) |
| Andrea Kiewel          | 2000–2007, seit 2009 | 450+ Sendungen                      |
| Ehemalige Moderatoren  |                      |                                     |
| Ilona Christen         | 1986–1992            | 77 Sendungen                        |
| Ramona Leiß            | 1993–1999            | 98 Sendungen                        |
| Ernst-Marcus Thomas    | 2008                 | 19 Sendungen                        |
| Vertretungsmoderatoren |                      |                                     |
| Rudi Cerne             | 2001                 | 1 Sendung                           |
| Dieter Thomas Heck     | 2001                 | 1 Sendung                           |
| Michael Schanze        | 2001                 | 1 Sendung                           |
| Ingo Nommsen           | 2012                 | 2 Sendungen                         |
| Joachim Llambi         | 2025                 | 1 Sendung                           |
| Lutz van der Horst     | 2025                 | 1 Sendung                           |

Andrea Kiewel, die im Zuge der Schleichwerbungsvorwürfe die Moderation der Sendung 2007 zunächst abgeben musste, ist seit 2009 zum zweiten Mal Moderatorin des ZDF-Fernsehgarten. Ihre Gage soll 2011 16.000 Euro pro Sendung betragen haben. 2024 wurde diese auf 19.500 Euro beziffert.

#### Co-Moderation
In den Jahren 1986 bis 1989 waren auch regelmäßig die ZDF-Fernsehansagerinnen z. B. Birgit Schrowange, Elke Kast oder Jutta Arzt dabei, die die Modebox moderierten und auf Höhepunkte des ZDF-Programms mit Hilfe von prominenten Gästen hinwiesen. Im Jahr 1989 moderierte Jürgen Hingsen als Co-Moderator den Sportteil. Weitere Co-Moderatoren für das Thema Sport waren 1986–1992 Erhard Keller und Eberhard Gienger. Im Jahr 1996 meldete sich Kai Böcking als Außenreporter, 16 Folgen lang immer wieder von einem anderen Ort für die ZDF-Aktion Ein Baustein für die Frauenkirche in Dresden.
1997 moderierte neben Ramona Leiß auch Heike Maurer als Co-Moderatorin den Fernsehgarten. Neben Andrea Kiewel kam in den Jahren 2000 bis 2004 auch des Öfteren Gregor Steinbrenner als Co-Moderator im Fernsehgarten vor. Während Kiewels Schwangerschaft im Sommer 2001 wurde sie von mehreren Co-Moderatoren unterstützt, zu welchen Wolfgang Lippert, Cherno Jobatey und Thomas Ohrner zählten. Vertreten wurde Kiewel im August 2001 von Rudi Cerne, Dieter Thomas Heck sowie von Michael Schanze. 
Es treten noch regelmäßig folgende Gastmoderatoren an der Seite von Kiewel auf: Joachim Llambi, Rudi Cerne, Alexander Mazza, Max Moor, Katrin Müller-Hohenstein, Matthias Steiner, Birgit Lechtermann, Horst Lichter, Manuel Cortez, Simon Gosejohann, Marcus Niehaves, Heiko und Roman Lochmann, Florian Weiss, Hans Sigl, Stefan Heine, Ross Antony, Wayne Carpendale, Elton, Bürger Lars Dietrich, Bernhard Hoëcker, Matze Knop, Steven Gätjen, Elmar Paulke, Lutz van der Horst, Giovanni Zarrella, Sven Voss, Riccardo Simonetti, Vincent Gross, Yorck Polus, Marco Büchel, Ralph Morgenstern, Oli.P, Detlef D! Soost, Mickie Krause, Nelson Müller, Jochen Schropp, Lars Riedel, Frank Matthée, Bülent Ceylan, Johannes B. Kerner, Max Hopp und Sally Özcan.

### Ableger
Bisher wurden 85 Ableger-Ausgaben produziert.
| Aktuelle Moderatoren  | Jahr(e)   | Ableger                   | Anzahl Sendungen |
| Andrea Kiewel         | seit 2014 | ZDF-Fernsehgarten on Tour | 55 Sendungen     |
| Ehemalige Moderatoren |           |                           |                  |
| Ramona Leiß           | 1994–1997 | ZDF-Wintergarten          | 16 Sendungen     |
| Norbert Schramm       | 1994      | ZDF-Wintergarten          | 4 Sendungen      |
| Wolfgang Lippert      | 1997–1999 | ZDF-Wintergarten          | 12 Sendungen     |
| Heike Maurer          | 1997      | ZDF-Wintergarten          | 4 Sendungen      |
| Michael Schanze       | 2000      | ZDF-Wintergarten          | 4 Sendungen      |
| Gregor Steinbrenner   | 1998–1999 | tivi-Fernsehgarten        | 2 Sendungen      |
| Antje Pieper          | 1998      | tivi-Fernsehgarten        | 1 Sendung        |
| Marco Ströhlein       | 1998      | tivi-Fernsehgarten        | 1 Sendung        |
| Juri Tetzlaff         | 1999      | tivi-Fernsehgarten        | 1 Sendung        |

## Sendung

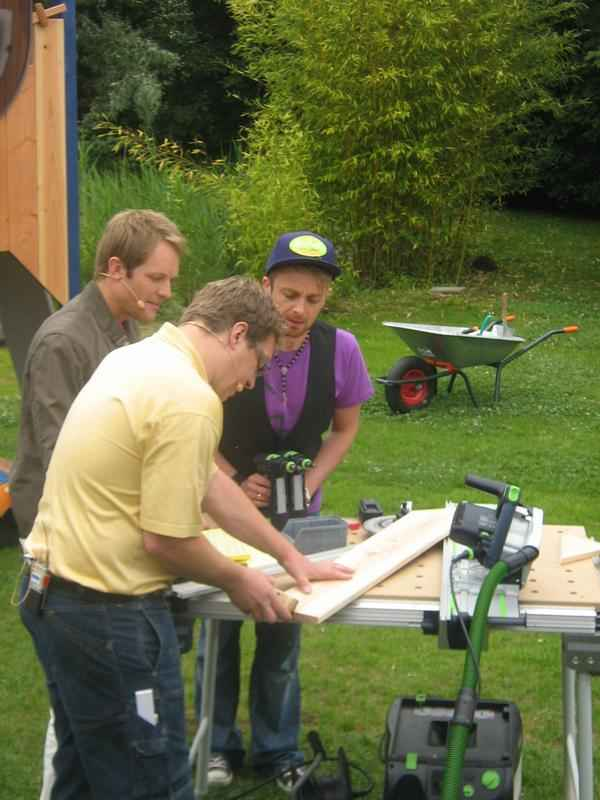
Ernst-Marcus Thomas (links) im ZDF-Fernsehgarten mit Ross Antony (2008)

Die Inhalte der Sendung sind Musik- und Showauftritte, wobei sowohl nationale wie auch internationale Künstler auftreten. Dazu werden Themen wie Mode, Kochen, Heimwerken, Gesundheitstipps, Gartenpflege oder Sport (vor allem Trendsportarten) eingestreut. Der Fernsehkoch Armin Roßmeier stellt hierbei seit der ersten Saison verschiedene Gerichte vor. Artistik- und Varieténummern runden das Programm ab. Durch die Größe des Produktionsgeländes bietet die Sendung den Vorteil, Aktionen durchführen zu können, für die in einem normalen Studio kein Platz wäre.

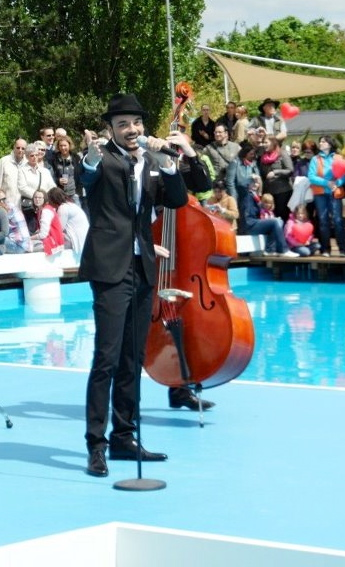
Giovanni Zarrella bei einem Auftritt im ZDF-Fernsehgarten zu seiner Single Viva la Mamma (2012)

### Medienwirksame Ausgaben
In der Ausgabe vom 8. Juli 2012 störten bisher Unbekannte den Auftritt von Roland Kaiser mit wüsten Deutschland-Beschimpfungen. Auch zwei Wochen später wurden Personen in der Sendung festgenommen, die andere Gäste beleidigt haben sollen.
Im Jahr 2019 gab es zwei Ausgaben des ZDF-Fernsehgarten, die besondere Medienaufmerksamkeit erhielten. Auf Grund eines Unwetters musste das ZDF bei der Mallorca-Party-Ausgabe vom 28. Juli 2019 improvisieren und die Live-Übertragung kurzerhand vom gewohnten Gelände in ein Not-Studio verlegen. Die Moderatorin und die anwesenden Stars flüchteten während der Live-Sendung gemeinsam in das Studio und führten das Programm unbeirrt fort und die Zuschauer wurden in die naheliegende ZDF-Meistermannhalle gebracht. Auf diesen Notfallplan musste zeitweise auch in den Ausgaben vom 4. Juli 2021, vom 8. September 2024 und vom 27. Juli 2025 zurückgegriffen werden.
Die Ausgabe vom 18. August 2019 sorgte für ein besonderes Medienspektakel. Der Comedian Luke Mockridge absolvierte einen auffällig skurrilen Auftritt und beleidigte unter anderem die Zuschauer. Der Auftritt wurde während der Live-Übertragung von Moderatorin Andrea Kiewel abgebrochen.
Aufgrund der Coronavirus-Pandemie wurden die Ausgaben bis zum 26. Juli in der Saison 2020 erstmals ohne Live-Publikum ausgestrahlt. Ebenfalls wurde die Anzahl der Künstler und Gäste halbiert. Auch 2021 wurde die Saison bis zum 30. Mai ohne Publikum durchgeführt.
In der Ausgabe vom 24. September 2023 störten rund 200 Mitglieder der Die PARTEI die Sendung. Unter anderem wurde der Beitrag zu Laugenbrezel-Rezepten mit dem Koch Armin Roßmeier und weitere Gesangseinlagen gestört. Andrea Kiewel wandte sich zum Ende der Sendung an die Zuschauer: „Heute sind hier Zuschauer mit roten Krawatten. Die gehören zu einer Vereinigung die heißt Die PARTEI. Die sind einfach nur hier, um die ganze Zeit zu stören und ich finde das ganz traurig und ganz daneben. Das passt definitiv nicht ins Fernsehen und auch nicht zum Fernsehgarten, denn diese Show ist für alle.“

## Gelände

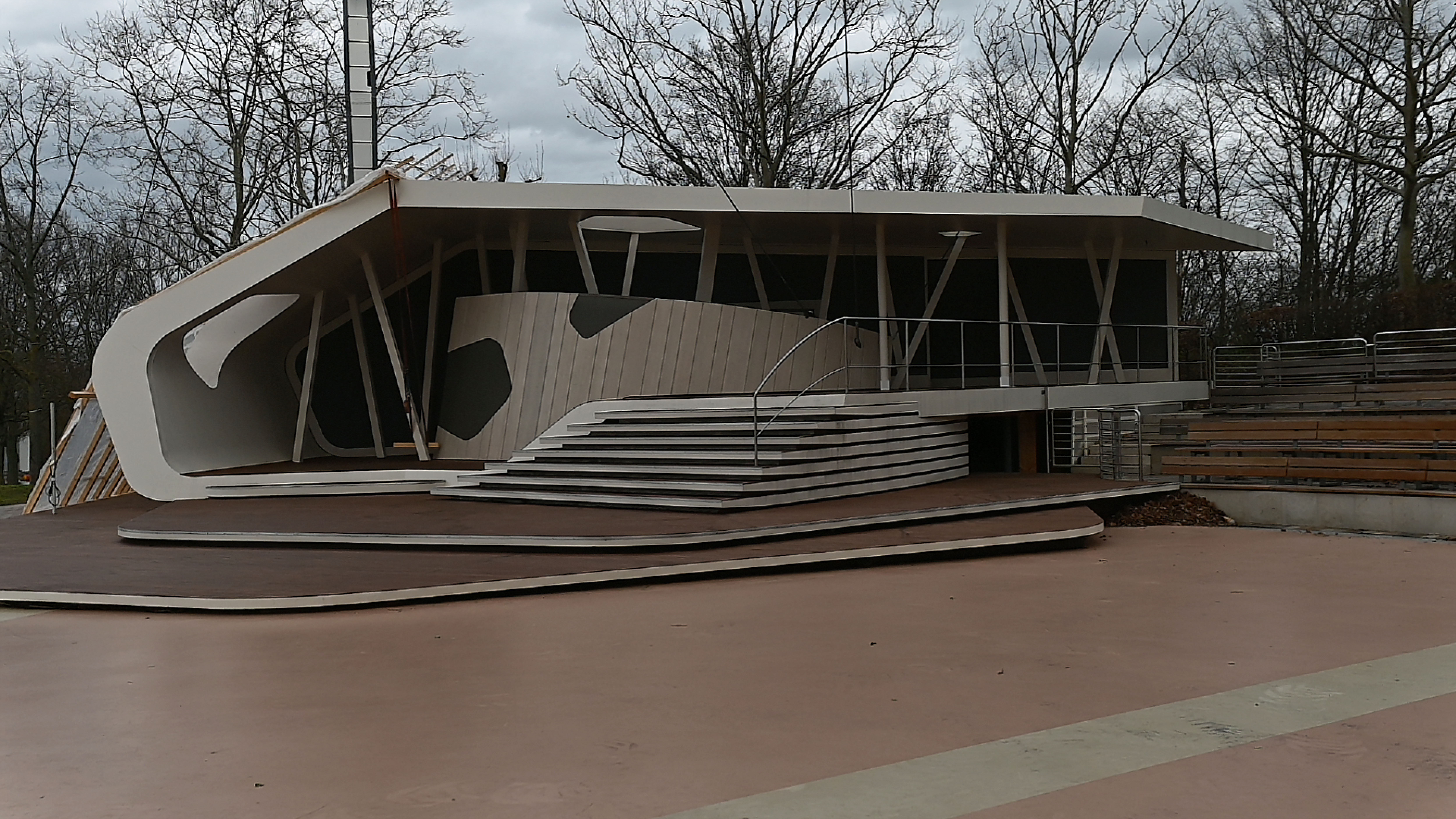
Hauptbühne (2020)
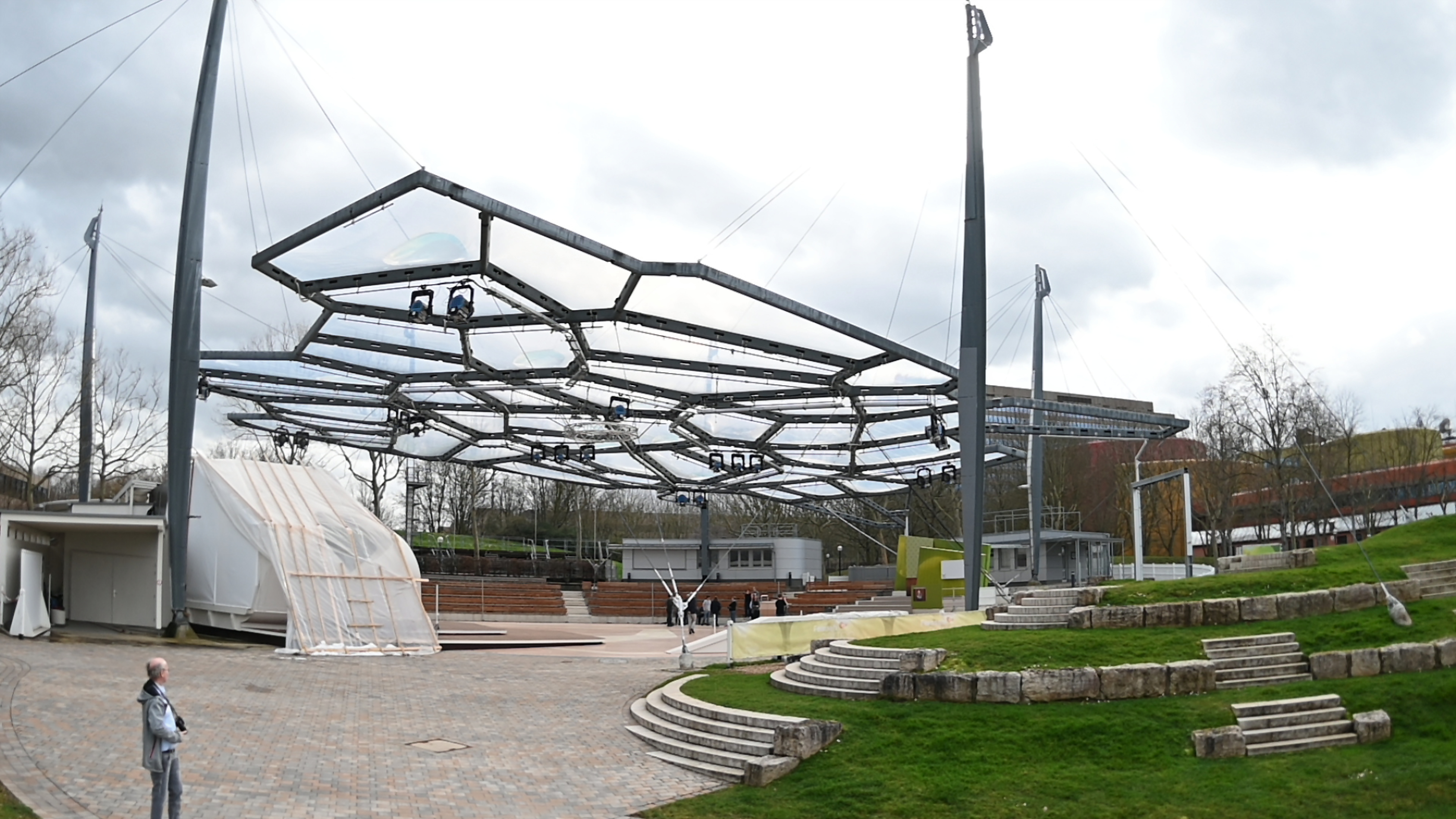
Arena mit Tribünen und Zuschauerbereich (2020)
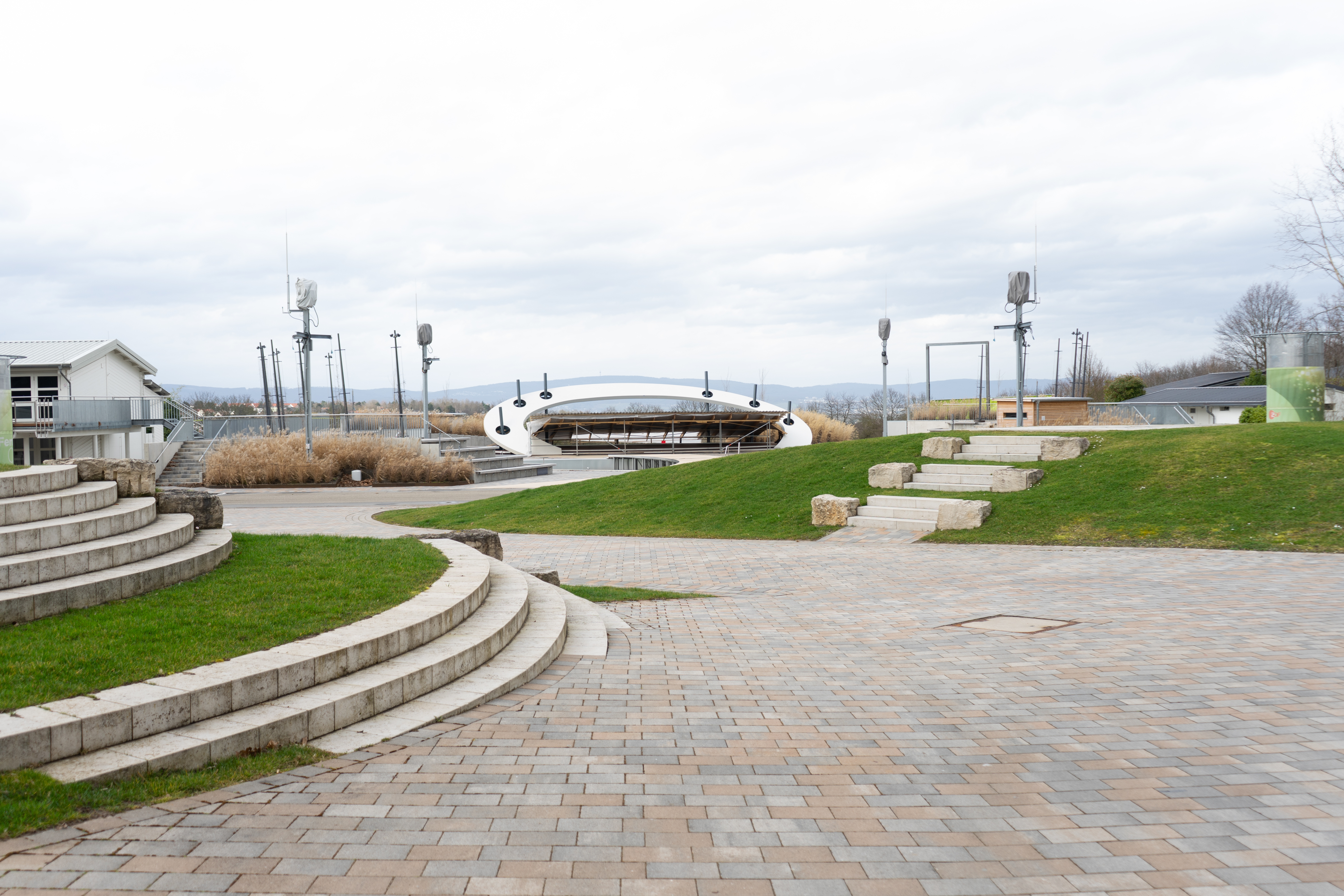
Plaza mit Blick auf die Poolbühne (2020)

## Ableger

### ZDF-Fernsehgarten on Tour
Wegen der großen Beliebtheit des Formats ging der ZDF-Fernsehgarten am Anfang des Jahres 2014 auf Tour und löste damit die bisher gesendeten Frühlings-, Herbst- und Adventsshows ab. Die Sendung wird von Andrea Kiewel präsentiert, wobei das Konzept identisch zu den Hauptausgaben ist. Bisher (Stand: Oktober 2024) wurden 55 Ausgaben produziert.
Drei Winterausgaben wurden von der Gnadenalm in Obertauern produziert. Außerdem wurde eine Spezialausgabe aus Kitzbühel gesendet, in der sich Kiewel von Hansi Hinterseer seine Heimat zeigen ließ und Ausschnitte aus vergangenen Shows gezeigt wurden. Es folgten vier Frühlingsausgaben aus dem Hotel R2 Rio Calma auf Fuerteventura. Im Herbst wurden jeweils zwei Ausgaben vom Schloßberg in Graz und aus der Therme in Meran ausgestrahlt. Mit zwei Winterausgaben vom Wilden Kaiser in Ellmau wurde die Saison beendet.
Im Jahr 2015 startete die Reise im Winter mit zwei Ausgaben von der Madritschhütte in Sulden und einer vom Mooserwirt in St. Anton am Arlberg. Im Frühling wurden drei Ausgaben am Strand Bahia del duque auf Teneriffa produziert. Im Herbst gab es drei Ausgaben von der Seepromenade in Ascona. Abschließend wurden zwei Winterausgaben aus dem Hotel Ritsch auf der Seiser Alm gesendet.
Nach einer Pause startete der ZDF-Fernsehgarten on Tour im Frühling 2016 mit drei Ausgaben vom Lopesan Costa Meloneras Resort in Meloneras auf Gran Canaria. Auch im Winter wurden drei Ausgaben vom Mohrenplatz in Garmisch-Partenkirchen produziert.
Im Jahr 2017 war erneut das Hotel R2 Rio Calma in Costa Calma auf Fuerteventura Schauplatz von drei Frühlingsausgaben.
Die drei Frühlingsausgaben 2018 kamen erneut vom Sonnenstrand Playa del Duque auf Teneriffa. Die drei Herbstausgaben kamen von der Hafeninsel in Stralsund.
Im Frühling 2019 gab es drei Ausgaben aus dem Amadores Beach Club in Puerto Rico auf Gran Canaria. Im Herbst gab es drei Ausgaben vom Hafen Neuharlingersiel.
Im März 2020 hätten die drei Frühlingsausgaben auf Fuerteventura aufgezeichnet werden sollen, was jedoch aufgrund der COVID-19-Pandemie nicht stattfand. Deshalb wurden vom 19. April bis zum 3. Mai 2020 drei Wiederholungen aus den vorherigen drei Jahren gesendet.
2021 wurden die on Tour-Ausgaben im Herbst wieder aufgenommen. Da der Produktionszeitraum immer rund um den Tag der Deutschen Einheit stattfindet, wird seitdem aus dem Bundesland gesendet, das den Bundesratsvorsitz innehat und damit auch die offiziellen Feierlichkeiten zum Tag der Deutschen Einheit ausrichtet. Schauplatz der beiden Ausgaben 2021 war der Marktplatz der Lutherstadt Wittenberg.
Im Herbst 2022 wurden drei Ausgaben vom Petersberg in Erfurt ausgestrahlt.
Im Herbst 2023 wurden zwei Ausgaben in Hamburg produziert. Produktionsorte waren die nebeneinanderliegenden Beachclubs Dock 3 und Sonnendeck St. Pauli Bei den St. Pauli-Landungsbrücken.
Im Herbst 2024 wurden zwei Ausgaben auf der Schwimmenden Wiese im Schweriner Schlossgarten produziert.
Für den Herbst 2025 sind zwei Ausgaben aus der Völklinger Hütte geplant.

### ZDF-Wintergarten
Von 1994 bis 2000 wurden jeweils mittags an den vier Adventssonntagen Winterausgaben des ZDF-Fernsehgartens ausgestrahlt, welche von Ramona Leiß, Wolfgang Lippert, Heike Maurer, Michael Schanze und Norbert Schramm moderiert wurden. Neben den üblichen Sendungsinhalten wurden Tipps zur Weihnachtsdekoration gegeben und Weihnachtsbräuche verschiedener deutscher Regionen präsentiert. Fester Bestandteil waren zudem Kochtipps von Johann Lafer und die Computerecke mit Christian Spanik.

### tivi-Fernsehgarten
In den Jahren 1998 und 1999 wurde ein Kinderfernsehgarten gesendet, der im Kinder- und Jugendprogramm ZDFtivi gezeigt wurde. Darin traten vor allem Künstler auf, die bei Kindern beliebt waren. Zudem konnten die Besucher Figuren des Kinderprogramms wie zum Beispiel Tabaluga, die Biene Maja oder Rabe Rudi, bekannt aus der Serie Siebenstein, treffen. Diese Figuren waren auch noch weiterhin bis Ende der Saison 2012 Bestandteil des Publikums in den regulären Shows. Moderiert wurde der tivi-Fernsehgarten zunächst von Gregor Steinbrenner, Antje Pieper und Marco Ströhlein. Im Folgejahr führte Steinbrenner gemeinsam mit Juri Tetzlaff durch die Sendung.

## Staffeln

### Hauptausgaben
Bisher wurden 650 Hauptausgaben in 40 Staffeln (Stand: 17. August 2025) produziert. Von 2007 bis 2020 wurde jeweils am Pfingstmontag eine zusätzliche Ausgabe ausgestrahlt. 2001 wurde Andrea Kiewel in jeweils einer Ausgabe von Rudi Cerne, Dieter Thomas Heck und Michael Schanze vertreten, 2012 in zwei Ausgaben von Ingo Nommsen, 2025 in einer Ausgabe von Joachim Llambi und Lutz van der Horst.
| Jahr | Saisonstart | Saisonende    | Anzahl Sendungen | Moderation                         |
| ---- | ----------- | ------------- | ---------------- | ---------------------------------- |
| 1986 | 29. Juni    | 31. August    | 10               | Ilona Christen (77 Sendungen)      |
| 1987 | 21. Juni    | 23. August    | 10               | Ilona Christen (77 Sendungen)      |
| 1988 | 5. Juni     | 28. August    | 13               | Ilona Christen (77 Sendungen)      |
| 1989 | 4. Juni     | 13. August    | 11               | Ilona Christen (77 Sendungen)      |
| 1990 | 17. Juni    | 9. September  | 13               | Ilona Christen (77 Sendungen)      |
| 1991 | 16. Juni    | 18. August    | 10               | Ilona Christen (77 Sendungen)      |
| 1992 | 14. Juni    | 30. August    | 10               | Ilona Christen (77 Sendungen)      |
| 1993 | 6. Juni     | 15. August    | 11               | Ramona Leiß (98 Sendungen)         |
| 1994 | 5. Juni     | 21. August    | 12               | Ramona Leiß (98 Sendungen)         |
| 1995 | 21. Mai     | 3. September  | 16               | Ramona Leiß (98 Sendungen)         |
| 1996 | 19. Mai     | 8. September  | 16               | Ramona Leiß (98 Sendungen)         |
| 1997 | 1. Juni     | 31. August    | 14               | Ramona Leiß (98 Sendungen)         |
| 1998 | 24. Mai     | 23. August    | 14               | Ramona Leiß (98 Sendungen)         |
| 1999 | 30. Mai     | 5. September  | 15               | Ramona Leiß (98 Sendungen)         |
| 2000 | 4. Juni     | 3. September  | 13               | Andrea Kiewel (116 Sendungen)      |
| 2001 | 3. Juni     | 26. August    | 12               | Andrea Kiewel (116 Sendungen)      |
| 2002 | 19. Mai     | 1. September  | 13               | Andrea Kiewel (116 Sendungen)      |
| 2003 | 1. Juni     | 31. August    | 14               | Andrea Kiewel (116 Sendungen)      |
| 2004 | 16. Mai     | 12. September | 16               | Andrea Kiewel (116 Sendungen)      |
| 2005 | 22. Mai     | 18. September | 16               | Andrea Kiewel (116 Sendungen)      |
| 2006 | 21. Mai     | 27. August    | 15               | Andrea Kiewel (116 Sendungen)      |
| 2007 | 13. Mai     | 16. September | 20               | Andrea Kiewel (116 Sendungen)      |
| 2008 | 4. Mai      | 14. September | 19               | Ernst-Marcus Thomas (19 Sendungen) |
| 2009 | 10. Mai     | 13. September | 19               | Andrea Kiewel (334+ Sendungen)     |
| 2010 | 9. Mai      | 19 September  | 20               | Andrea Kiewel (334+ Sendungen)     |
| 2011 | 8. Mai      | 11. September | 19               | Andrea Kiewel (334+ Sendungen)     |
| 2012 | 6. Mai      | 16 September  | 20               | Andrea Kiewel (334+ Sendungen)     |
| 2013 | 5. Mai      | 29. September | 20               | Andrea Kiewel (334+ Sendungen)     |
| 2014 | 11. Mai     | 28. September | 20               | Andrea Kiewel (334+ Sendungen)     |
| 2015 | 3. Mai      | 13. September | 20               | Andrea Kiewel (334+ Sendungen)     |
| 2016 | 8. Mai      | 25. September | 21               | Andrea Kiewel (334+ Sendungen)     |
| 2017 | 7. Mai      | 24. September | 21               | Andrea Kiewel (334+ Sendungen)     |
| 2018 | 6. Mai      | 23. September | 21               | Andrea Kiewel (334+ Sendungen)     |
| 2019 | 5. Mai      | 22. September | 21               | Andrea Kiewel (334+ Sendungen)     |
| 2020 | 10. Mai     | 4. Oktober    | 22               | Andrea Kiewel (334+ Sendungen)     |
| 2021 | 9. Mai      | 26. September | 20               | Andrea Kiewel (334+ Sendungen)     |
| 2022 | 8. Mai      | 25. September | 19               | Andrea Kiewel (334+ Sendungen)     |
| 2023 | 7. Mai      | 24. September | 19               | Andrea Kiewel (334+ Sendungen)     |
| 2024 | 5. Mai      | 29. September | 20               | Andrea Kiewel (334+ Sendungen)     |
| 2025 | 4. Mai      | 28. September | 15+              | Andrea Kiewel (334+ Sendungen)     |

### Spezialausgaben
Die folgenden 17 Spezialausgaben wurden nach Angaben des ZDF in die Zählung zur 600. Jubiläumsfolge miteinberechnet. Seit 2016 gilt die Oktoberfest-Ausgabe nicht mehr als Spezialausgabe.
| Titel                           | Datum              | Moderation          |
| ------------------------------- | ------------------ | ------------------- |
| ZDF-Fernsehgarten im Winter (1) | 2. Dezember 2001   | Andrea Kiewel       |
| ZDF-Fernsehgarten im Winter (2) | 9. Dezember 2001   | Andrea Kiewel       |
| Oktoberfest-Spezial 2006        | 3. September 2006  | Andrea Kiewel       |
| Highlights aus 20 Jahren        | 17. September 2006 | Andrea Kiewel       |
| Oktoberfest-Spezial 2007        | 23. September 2007 | Andrea Kiewel       |
| Sommerhits-Spezial 2007         | 21. Oktober 2007   | Andrea Kiewel       |
| Oktoberfest-Spezial 2008        | 21. September 2008 | Ernst-Marcus Thomas |
| Oktoberfest-Spezial 2009        | 20. September 2009 | Andrea Kiewel       |
| Oktoberfest-Spezial 2010        | 26. September 2010 | Andrea Kiewel       |
| Oktoberfest-Spezial 2011        | 18. September 2011 | Andrea Kiewel       |
| Das 25 Jahre-Quiz               | 2. Oktober 2011    | Andrea Kiewel       |
| Oktoberfest-Spezial 2012        | 23. September 2012 | Andrea Kiewel       |
| Oktoberfest-Spezial 2013        | 22. September 2013 | Andrea Kiewel       |
| Oktoberfest-Spezial 2014        | 21. September 2014 | Andrea Kiewel       |
| 70er-80er-90er-Special          | 15. März 2015      | Andrea Kiewel       |
| Schlager-Special                | 22. März 2015      | Andrea Kiewel       |
| Oktoberfest-Spezial 2015        | 20. September 2015 | Andrea Kiewel       |

Bei den folgenden 14 Spezialausgaben handelt es sich um Zusammenschnitte aus früheren Fernsehgarten-Saisons ohne Moderation:
| Titel                       | Datum              |
| --------------------------- | ------------------ |
| Best of 1986                | 21. April 1992     |
| Best of 1987                | 5. Mai 1992        |
| Best of 1988                | 26. Mai 1992       |
| Best of 1991/1992           | 9. Juni 1992       |
| Best of 1998                | 30. August 1998    |
| Best of 2000                | 10. September 2000 |
| Best of 2001                | 19. August 2001    |
| Best of 2002                | 8. September 2002  |
| Best of 2003                | 7. September 2003  |
| Best of 2004                | 19. September 2004 |
| Best of 2005                | 25. September 2005 |
| Best of 2009                | 27. September 2009 |
| Die XXL-Fernsehgarten-Nacht | 12. Juni 2011      |
| Best of 2022                | 6. August 2023     |

## Zuschauerresonanz
Bis zu 6000 Besucher verfolgen die Show in Mainz live vor Ort. Die Reichweite im Fernsehen beträgt bis zu zwei Millionen Zuschauer und hat einen Marktanteil von bis zu 22 Prozent. Der ZDF-Fernsehgarten ist damit eine der populärsten Fernsehsendungen des ZDF. Während Kiewels einjähriger Auszeit vom Fernsehgarten sanken die Zuschauerzahlen im Jahresschnitt auf 1,5 Millionen, der Marktanteil von 19,7 auf 15,8 Prozent, nach ihrer Rückkehr stiegen die Werte wieder deutlich an.

## Kritiken

### Presse
„[...] Sieben Jahre lang moderierte Kiewel den ‚Fernsehgarten‘, einen bizarren Mix aus Bundesgartenschau und musikalischem Allerlei. Immer ein wenig atemlos, immer eine Spur zu fröhlich, um authentisch zu wirken. Denn: Wenn sie lacht, lachen ihre Augen nicht mit. Doch für ihr Stammpublikum ist sie das stets gutgelaunte Mädchen aus dem Osten. Denn die ehemalige Leistungsschwimmerin in der Nationalmannschaft der DDR geht auch – ohne mit der Wimper zu zucken – dahin, wo es wehtut. Sie springt nach der Sendung schon mal mit Klamotten ins Wasser. Dafür lieben sie vor allem ihre männlichen Fans. [...]“

„[…] Ja, ich weiß, den Fernsehgarten nimmt niemand ernst, der ist abgestempelt als amtlich beglaubigtes Narrenschiff, das immer wieder sonntags von der Leine gelassen wird in der stillen Hoffnung, es möge in der Weite des Ozeans verloren gehen. Doch das Schiff der verlorenen Seelen kehrt immer wieder. Das wäre nicht weiter dramatisch, flößen nicht erkleckliche Anteile des jedem Zuschauer abgeknöpften Gebührengeldes in dieses Szenario.[...]“

### Schleichwerbungsvorwürfe
Im Mai 2010 wurde bekannt, dass eine als „Gartenexpertin“ vorgestellte Geschäftsführerin einer Gartenhandelskette in der Sendung unerkannt für eigene Produkte warb und ein Onlinegewinnspiel mit Gutscheinen ihres Unternehmens beworben wurde. Parallel lief eine Marketingkampagne der Firma, die das ZDF-Logo mit Zustimmung nutzte. Im Abspann wurde die Unterstützung als „Produktionshilfe“ ausgewiesen. Da Produktplatzierungen im öffentlich-rechtlichen Fernsehen verboten sind, prüfte der Fernsehrat mögliche  Schleichwerbung. Das ZDF wies die Vorwürfe zurück und verwies auf Kostenersparnisse durch Sachleistungen im Wert von etwa 250.000 Euro. Die rechtliche Zulässigkeit der Kooperation wurde in den Medien stark kritisiert.

### Zensurvorwürfe
Der Partyschlagersänger Ikke Hüftgold warf dem Sender wiederholt vor, die frivolen Texte der Mallorca-Ausgaben zu zensieren. Peter Wackel habe die Eingangsworte seines Stücks Scheiß drauf, Malle ist nur einmal im Jahr in „Pfeif drauf“ umändern müssen. Das ZDF gab daraufhin an, keine Textänderungen von Künstlern zu verlangen und nur dort auf Alternativversionen zurückzugreifen, wo sie bereits vorhanden seien.